# The Black Market (альбом Rise Against)
| Совокупная оценка    | Совокупная оценка |
| Источник             | Оценка            |
| -------------------- | ----------------- |
| Metacritic           | 80/100            |
| Оценки критиков      |                   |
| Источник             | Оценка            |
| AllMusic             | [ 2 ]             |
| Alternative Press    | [ 3 ]             |
| Classic Rock         | [ 4 ]             |
| Consequence of Sound | C+                |
| Punknews.org         | [ 6 ]             |

The Black Market — седьмой студийный альбом американской панк-рок-группы Rise Against. Альбом вышел 15 июля 2014 года. Так же, как и с двумя предыдущими альбомами, гитарист Зак Блэр участвовал в записи нового альбома группы.
The Black Market дебютировал на третьей строчке чарта US Billboard 200, став вторым подряд альбомом группы, попавшим в Топ-3 национального хит-парада.

## Список композиций
| №                   | Название                          | Длительность |
| ------------------- | --------------------------------- | ------------ |
| 1.                  | «The Great Die-Off»               | 3:39         |
| 2.                  | «I Don't Want to Be Here Anymore» | 3:59         |
| 3.                  | «Tragedy + Time»                  | 4:17         |
| 4.                  | «The Black Market»                | 4:15         |
| 5.                  | «The Eco-Terrorist In Me»         | 2:45         |
| 6.                  | «Sudden Life»                     | 4:08         |
| 7.                  | «A Beautiful Indifference»        | 3:24         |
| 8.                  | «Methadone»                       | 3:48         |
| 9.                  | «Zero Visibility»                 | 4:38         |
| 10.                 | «Awake Too Long»                  | 3:11         |
| 11.                 | «People Live Here»                | 4:08         |
| 12.                 | «Bridges»                         | 4:06         |
| Общая длительность: | Общая длительность:               | 46:18        |

| №                   | Название                                | Длительность |
| ------------------- | --------------------------------------- | ------------ |
| 13.                 | «Escape Artists» (Japanese bonus track) | 4:02         |
| Общая длительность: | Общая длительность:                     | 50:20        |

## Запись
14 апреля 2014 группа опубликовала короткое видео на их странице в Facebook, в видео участники группы подтвердили скорый выход альбома. Уже 5 мая группа выложила новое видео о том, что альбом выйдет летом 2014 года. 27 мая группа выпустила видео с фрагментом новой песни и уточнили, что альбом выйдет в июле. 4 июня в сети появилось название нового альбома — The Black Market и релиз был установлен на 15 июля, 2014.
Первый сингл с альбома «I Don’t Want To Be Here Anymore» вышел 10 июня 2014. 13 июня 2014 группа выложила обложки с грядущего альбома. 8 июня стартовал предзаказ альбома через iTunes.

## Коммерческий успех
The Black Market — третий альбом группы, достигший таких высот в чарте US Billboard 200, дебютировавший с третьей строчки чарта. За первую неделю было продано 53,000 копий альбома.
В Канаде альбом дебютировал с первой строчки Canadian Albums Chart, продав 14,000 копий в первую неделю.

## Чарты
Альбом достиг высочайших позиций в карьере музыкантов. В чарте Великобритании занял 13 место. Их предыдущий альбом 2011 года Endgame стартовал с 27 позиции.
| Chart (2014)          | Высшая позиция |
| --------------------- | -------------- |
| Дания (Hitlisten)     | 31             |
| Canadian Albums Chart | 1              |
| UK Albums Chart       | 13             |
| UK Rock Chart         | 2              |
| US Billboard 200      | 3              |